# Râul Durăceasa
Râul Durăceasa este un curs de apă, afluent al râului Sacovăț. 